# Benedikt Nursijski
Benedikt Nursijski (tudi Benedikt iz Nursije), opat, svetnik in zavetnik Evrope; * okrog 480, Nursija, Italsko kraljestvo (danes: Norcia, Umbrija, Italija,), † 21. marec 547, Monte Cassino, Italsko kraljestvo.

## Mladost
V seznamu cerkvenih očetov se nahajata tako sveti Benedikt, kakor tudi njegov glavni življenjepisec, Gregor Veliki.
Evropa verjetno še nikoli ni preživljala bolj nemirnih in brezupnih časov kot v petem stoletju po Kristusovem rojstvu. Staro Rimsko cesarstvo, ki je skozi pet stoletij podredilo svojemu železnemu žezlu okrog 200 milijonov ljudi, so na kosce razbili barbarski narodi. Nobeden od novih vladarjev, ki so si prisvojili obilno dediščino, ni bil katoliške vere. Eni so bili še pogani, drugi arijanci. Toda tudi samo Cerkev so pretresale notranje težave – razne herezije; menihi in duhovniki pa večkrat niso vernikom dajali zgleda lepega krščanskega življenja.  
V tem prelomnem času se je rodil v odlični in bogati plemiški rodovini Anijevcev, ki so dali Cerkvi in človeštvu več odličnih mož - med njimi tudi papežev - Benedikt. Rodil se je v malem škofijskem središču Nursija  na Sabinskem gorovju  v  Umbriji skupaj s sestro dvojčico Sholastiko, ki je vse življenje hodila po bratovih stopinjah in ga posnemala tudi v svetništvu. Njen god obhajamo 10. februarja. 
Starši so že sedemletnega nadarjenega in vedoželjnega fanta poslali na študije v Rim, kjer naj bi študiral pravo; mlad po letih je bil zrel po miselnosti in tako se ni mogel sprijazniti z lahkomiselnim, veseljaškim in razpuščenim življenjem študentov. Velikokrat je molil in jokal, da bi ga Bog rešil iz nevarnega okolja. 

#### Beg iz Rima in bivanje v samoti
Ko mu je bilo že vsega dovolj, je star komaj 14 let skupaj z dojiljo Cirilo in zvestim služabnikom pobegnil iz Rima. 
Zapustil je mesto in njegove čare, pa tudi šolo in tovariše, da bi odslej imel za učitelja Boga, za tovariše pa divje živali. Ravnal se je po nasvetu Pavlina Nolanskega († 431): „Če se človek ne želi odpovedati Božjemu kraljestvu, se mora odpovedati Rimu in pobegniti iz njega.”
Najprej se je umaknil v bližino mesta Tivoli, kjer si je poiskal družbo enako mislečih v Enfide (danes Afile). Kmalu je spoznal, da ta družba ni zanj, zato se je skril v samotno sotesko reke Anio nedaleč od mesta Subiaco, ker je želel biti popolnoma ločen od sveta, da bi ob branju in premišljevanju Svetega pisma in v molitvi našel stik z Bogom ter prodrl v globine svoje duše.  
Podal se je v slikovito apeninsko soteske, kjer je motilo tihoto le ptičje petje in rjovenje zverin. Med potjo ga je srečal menih Roman, ki je imel samostan na strmini, mu ponudil raskavo puščavniško obleko, narejeno iz kozje dlake. Obljubil mu je, da ga bo oskrboval s kruhom, ki mu ga bo spuščal po vrvi v jamo. To je bila votlina, zakrita z nedostopno pečino, kamor ni nikoli zasijal kak sončni žarek. Menih Roman mu je torej vsak teden prinašal kruh ter ga spuščal po vrvi v jamo; z zvončkom mu je dajal znamenje, kdaj naj pride ponj. Nekoč je skala – ki jo je po Gregorju sprožil hudič – zdrobila zvonec. Takrat je moral Benedikt nekaj dni hudo stradati. Na samo Veliko noč pa je neki duhovnik dobil navdih, naj lačnemu Benediktu odnese zase pripravljeno kosilo, ki sta ga nato skupaj pojedla. 
Ko se je nekoč spomnil Rima, se kar ni mogel otresti misli na lepotico, ki jo je videval med študijem, čeprav ni imel ničesar z njo. Skoraj se je že odločil za vrnitev; da bi premagal skušnjavo, se je slečen vrgel v trnovje in se valjal po njem, dokler ni bil ves krvav. Sveti Gregor ob tem dostavlja: »Benedikt je sam priznal svojim učencem, da od takrat nikoli več ni v sebi občutil nečiste skušnjave.« Trnje ob votlini se je razcvetelo v lepe rože, ki jih je prišel gledat že Frančišek Asiški in so vidne tudi še zdaj.
Tu je Benedikt preživel tri leta v molitvi in molku, postu in zatajevanju. 

#### Opat razvajenih menihov
Naposled pa so vendar zasledili njegovo skrivališče pastirji; ko so ga videli odetega z živalskimi kožami, so najprej pomislili, da vidijo kako zverino. Bolj kot puščavnik njim so se Benediktu smilili oni, ker so bili ubogi in neuki pastirji; učil jih je verskih resnic ter omilil njihove surove navade. Glas o Benediktovem ostrem življenju in njegovi svetosti se je bliskoma širil. Od blizu in daleč so vrele množice: svetni ljudje in duhovniki, preprosti in plemiči, ter željno poslušali puščavnikove goreče besede. Končno so tudi menihi bližnjega samostana Vicovaro vanj tako dolgo silili, da je po smrti njihovega opata le ustregel njihovi prošnji in jim postal predstojnik. Že takoj v začetku jim je dal vedeti, da bo zahteven in da se njegov strogi in spokorni način zelo razlikuje od njihovega posvetnega načina življenja in da se najbrž nikoli ne bodo ujeli. Bolj z zgledom kot besedo je hotel razvajene menihe spraviti v red: navajal jih je na pridno delo, gorečo molitev in prostovoljno pokorščino. Oni pa so njegovo očetovsko skrb zaničevali, njegovo ljubezen zasmehovali in njegovo modrost zasovražili; končno so se ga hoteli znebiti s čašo zastrupljenega vina. Ko je kot po navadi nad pijačo storil znamenje križa, se je čaša razpočila in strup razlil. V tem je videl jasen namig, da je najbolje, če se vrne v svojo samoto. 

#### Nevarni nasprotnik
Prave samote pa ni več našel. Od vseh strani so namreč prihajali učenci v takem številu, da je v bližini svoje votline dal zgraditi dvanajst skromnih samostanov; vsakteri je imel po dvanajst menihov s predstojnikom – on je pa zadržal vrhovno vodstvo. Ta nova redovne skupnosti se je bila, vsaj v začetku, voljna ravnati po njegovih pravilih. Glas o tem je prišel celo v Rim, od koder so mu rimski plemiči pošiljali svoje sinove v versko in znanstveno vzgojo. 
Njegovo delovanje je blagodejno vplivalo na okolico; spodbudilo pa je tudi nasprotovanje nekega blizu živečega duhovnika. Florentin (Florentinus) je iz nevoščljivosti njegovo ustanovo hotel uničiti. Nekatere je pridobil na svojo stran in jih hujskal proti Benediktu, da se je začela disciplina rahljati. Nato je poskušal škodovati Benediktu in redovnikom na dobrem imenu s tem, da jim je podtikal pedofilijo; končno pa je povabil iz Rima pokvarjena dekleta, da bi mlajše menihe zapeljala. Ko se mu je izjalovilo tudi to, mu je poslal zastrupljeni eulogium. Tako so imenovali kruh, ki so ga blagoslovili med mašo za rajne in ga podarili v znamenje prijateljstva. Benedikt je pa imel udomačenega krokarja, ki je bil navajen, da je pri vsakem obedu odkljuval nekaj drobtinic tudi zase. Tokrat pa ni hotel ugrizniti, ampak je samo na široko odpiral kljun in vreščaje krilil nad kruhom, ko da ga hoče opozoriti na nevarnost. Svetnik je postal na to pozoren in mu zaukazal, naj odnese kruh na nedostopen kraj. 
Sklenil pa je tudi z najboljšimi menihi zapustiti ta kraj sovraštva in nevoščljivosti in si poiskati mirnejše bivališče. Ko je Florentin odhajajoče škodoželjno opazoval, se je nanj zrušil podporni zid in ga pokopal pod seboj. Kljub sovražnikovi smrti se Benedikt ni več vrnil, ampak nadaljeval potovanje. 

## Na cilju

### Opat naMonte Cassinu
Po sili razmer se je torej ločil od ljubljenega kraja. Spremljali so ga nekateri najboljši menihi iz dvanajsterih samostanov, ki so še naprej hoteli živeti po njegovih pravilih. Tem svojim redovnikom je Benedikt postal »oče«. To namreč pomeni beseda »abbas«, po slovensko »opat«.
Ustavil se je pod goro Cassino pri Neaplju. Tu so bivali še malikovalci, ki so v templju sredi loga darovali maliku Apolonu. Benedikt se je zgrozil nad tem početjem, razbil malika, podrl oltar, posekal log ter spremenil tempelj v cerkev ter pozidal poleg samostan, ki je postal najslavnejši in najmogočnejši v zgodovini krščanstva. Iz ostankov razvalin je najprej sezidal skromno bivališče za menihe, cerkvico svetega Martina Turskega za bogoslužje, iztrebil goščavo za vrt, ki ga je obdal s trdnim obzidjem.  
Samostan Montecassino velja za matično hišo benediktinskega reda in v nekem smislu vseh samostanov na krščanskem Zahodu. Stari viri postavljajo začetek Monotecassina v leto 529: ta letnica ima tudi simboličen pomen; tega leta je namreč bizantinski cesar Justinijan dal zapreti zadnjo pogansko šolo v Atenah; Montecassino je tedaj zasvetil kot novo žarišče krščanske omike. Skupnost na Monte Cassinu je opat Benedikt vodil vse do svoje smrti, 547.

### SvetiGregor:Dialogus
Največ podatkov o Benediktovem življenju in delovanju črpamo iz življenjepisa papeža benediktinca Gregorja Velikega Dialogus (Pogovor). To ni življenjepis v današnjem pomenu besede – saj življenjepisec sicer večinoma navaja imena oseb in krajev, ne navaja pa letnic; v prvi vrsti je to spodbudno branje, prepleteno s čudežnimi dogodki. 
Njegov življenjepisec poroča: na Monte Cassinu je živel Benedikt brezmadežno, ponižno in preprosto, čeravno so ga s častjo obkladali papeži in kralji. Iz ponižnosti si ni upal postati duhovnik. Goreče je oznanjeval krščanstvo, ozdravljal bolne in obsedene ter obudil celo dva mrtva. Poleg tega je delil obilno miloščino: žito, vino in obleko, kar so menihi pridelali z lastnimi rokami ali pa so jim pošiljali bogati dobrotniki. Ustanovil je večje število samostanov. Dal je svojemu redu trden temelj s pravili, ki zahtevajo pokorščino in ponižnost, čistost in uboštvo. K temu je pripomoglo redno delo, pobožna molitev, molk in premišljevanje. Z veseljem je gledal velike uspehe svojega truda; krasno se je razrastlo drevo, katero je zasadil. 

### Redovniška pravila -Regula
Benedikt ni veliko pisal: bil je učitelj in voditelj bolj z zgledom kot z besedo. Glavni njegov spis je Redovniško pravilo (Regula). Vsebuje poleg redovniških pravil, dnevnega reda, navodil za molitev brevirja in opravljanje bogoslužja tudi navodilo o stopnjah ponižnosti. To razpravo in osrednji del pravil je gotovo napisal že sveti Benedikt.

### Benediktova mariologija
Benedikt je bil že od mladosti pa do konca življenja goreč Marijin častilec. O tem poročajo tudi njegovi življenjepisi. 
Benediktinec Odilo Wolff piše s Potovanja v Rimu: 
»Na levo od preddverja cerkve San Benedetto in piscinula sem vstopil v malo, prijazno kapelico, v kateri je nad oltarjem na steno naslikana podoba Matere Božje. Pred to sliko je mali deček Benedikt pobožno molil, kakor pove staro splošno izročilo. Ta podoba mu je na čudovit način govorila; k njej se je zatekal kot deček in mladenič v boju, ki se je vnel v njegovi duši; kajti njegovega blagega srca niso mikali samo vzvišeni vplivi krščanskega Rima, vlekel ga je nase tudi mamljivi posvetni poganski duh, ki je še prekvašal življenje in navade. Če je Benedikt vse to premagal ter ušel pogubi, ki je pogoltnila mnoge njegove tovariše, je to sad njegove pobožnosti do Marije.«
Ljudstvo onkraj Tibere je to podobo iskreno častilo. Pij VI. je dovolil za to Marijino kapelico mnoge odpustke, "da bi vedno bolj rastla pobožnost do velike Matere Božje in se množilo češčenje te čudodelne podobe, pred katero je molil sveti očak Benedikt".  1793. so to podobo na zahtevo ljudstva kronali z zlato krono. Po vsem mestu so potekale slovesnosti; za praznik so se pripravili z devetdnevnico, pri kateri so znani pridigarji govorili o Marijini slavi. 12. septembra, na praznik Marijinega imena, je kardinal iz Jorka kronal najprej Jezuščka, potem pa Marijo. Nepopisna radost je vladala po rimskih ulicah skozi tri dni: razsvetljena okna in umetelni ogenj pa so na zunaj izražali notranje veselje Rimljanov.
Benediktinec Tomaž Erhardpa v knjigi Slava svetega Benedikta poroča:
»S sedmim letom je prišel v Rim, kjer se je Mariji priporočal, da naj ga vodi pri učenju. Pri njej je iskal sveta v dvomih, tolažbe v stiskah; zato je tako napredoval, da je že kot deček zavračal posvetno modrost ter vnel srce za nebesa. Ko je šel v puščavo, je vzel s seboj podobo Križanega, na kateri je bila naslikana tudi Marija. Četrti samostan je imenoval: Santa Maria Morebotta; nekateri menijo, da je vse svoje samostane posvetil Mariji.  Sv. Benedikt je priporočal svojim sobratom spise svetih očetov, ki slavijo Marijo. Ko je poslal sv. Mavra na Francosko, mu  je izročil Marijino svetinjico. Umrl je na soboto, ki je Mariji posvečen dan. Pa še v nebesih kaže svojo veliko moč, ki jo ima pri nebeški kraljici. Sveti Bernard je bil na smrt bolan: sveta Devica se mu je prikazala v družbi sv. Benedikta, položila roke nanj in v trenutku je ozdravel. Pod opatom Rihardom je sredi 10. stoletja v samostanu Apud Floriacenses nostros divjal požar. Poleg stoječo Marijino cerkev je žugal ogenj pokončati. Srčno in s solzami so klicali menihi k sv. očetu Benediktu, naj prosi Marijo, da cerkev ne bi zgorela. Ogenj je ugasnil.«

Svojo razpravo o ljubezni sv. Benedikta do Marije sklene: 
»Iz teh dogodb se lahko vsak Marijin častilec prepriča, kako vneto je ljubil sveti očak deviško Mater«.
Kot dragoceno dediščino je zapustil veliki očak svojemu redu ljubezen do Marije. Zvesto so čuvali to dediščino njegovi duhovni sinovi; sami so iskreno ljubili Marijo ter zaupali vanjo, obenem pa vnemali zanjo cele narode. Večali so slavo Marijino s tem, da so svoje samostane in samostanske cerkve posvečevali Mariji; tako vemo, da so bili Mariji posvečeni najstarejši benediktinski samostani; že prvi učenci sv. Benedikta so od leta 511 do 698 zgradili 53 samostanov in opatij Mariji v čast — v Galiji in Germaniji .

## Smrt in češčenje
Benedikt je umrl 21. marca 547 kot vrhovni predstojnik vseh benediktinskih  samostanov in kot opat samostana na Monte Cassinu.
Njegov življenjepisec Gregor I. pripoveduje, da je Benedikt za čas smrti vedel vnaprej; tega trenutka se ni bal, ampak se ga je veselil. Šest dni poprej si je dal odpreti pripravljen grob, na smrtni dan pa se je dal prinesti v cerkev sv. Martina. Tu je prejel sveto obhajilo, pokonci stoječ, za srečanje s Kristusom; ker sam več ni zmogel, sta ga dva brata podpirala. Vzdignil je roke in med glasno molitvijo za umirajoče vrnil svojo dušo Stvarniku. Položili so ga zraven sestre svete Sholastike v grob, za katerim se je izgubila sled. Benedikt je namreč napovedal, da bo samostan večkrat porušen; to se je doslej zgodilo že štirikrat, zadnjič leta 1944, ko je v boju z nacističnimi  Nemci , ki so Monte Cassino spremenili v neosvojljivo trdnjavo, padlo 1111 poljskih  prostovoljcev.  Danes še vedno stoji stolp – spremenjen v kapelo – v  katerem je prebival sveti Benedikt. Tu je zdaj osredotočeno njegovo češčenje, katero spričuje že omenjeni papež Gregor – in se je nadaljevalo skozi zgodovino do danes. 
Tudi pesnik Dante  ga je ovekovečil v 22. spevu Nebes v svoji Božanski komediji . 
K svetnikom ga je prištel Honorij III. leta 1220 v Rimu.

### God
Po koledarski reformi Pavla VI. je leta 1969 prestavljen njegov god z 21. marca na 11. julija. 
V Letu svetnikov I, v knjigi torej, ki je izšla leta 1968, torej tik pred koledarsko reformo, piše glede datuma Benediktove smrti  priznani slovenski zgodovinar Maks Miklavčič:
Po zanesljivem izročilu je sv. Benedikt umrl na dan 21. marca. Katerega leta je to bilo, viri ne poročajo dovolj natančno. Do nedavna je veljalo mnenje, da je umrl leta 543, kmalu po Totilovem obisku. Nova raziskovanja so priporočala precej poznejši čas, to je med leti 550—53, najnovejša dognanja pa postavljajo kot najverjetnejše leto 547, ki je na sredi med prejšnjima. 
V Letu svetnikov III, v knjigi torej, ki je izšla leta 1972, torej že po koledarski reformi, pa isti zgodovinar piše: 
Novi Rimski koledar iz leta 1969 (str. 97) določa, naj se god sv. Benedikta, očeta zahodnega meništva in zavetnika evropske kulture, prenese od 21. marca na 11. julij. Vzrok za to je dvojen. Prvi je v tem, da je 21. marec vedno v postnem času, kar je ovira za primerno praznovanje; v poletju je mogoče temu godu posvetiti večjo pozornost. Drugi vzrok je v ugotovitvi, da je v starejših obrednih knjigah ta god že bil na dan 11. julija in da so ga na 21. marec prestavili šele v 11. stoletju. Od tod sklepajo, da ne more veljati za zanesljivo izročilo, da je sv. Benedikt res umrl ali bil pokopan 21. marca. Papež Gregor, ki je prvi opisal življenje sv. Benedikta, ne imenuje niti leta niti dneva svetnikove smrti. Smrtni dan 21. marca je zapisan le v nekaterih rokopisih Martirologije sv. Hieronima in Beda Častitljivega, v drugih pa ne. Zdi se torej, da smemo bolj verjeti liturgičnim knjigam iz Galije, ki segajo v 7. stoletje in imajo Benediktov god 11. julija, kakor poznejšemu izročilu. Prenos godu na 11. julij na ta način ni v nasprotju z novimi zgodovinskimi dognanji. 

### Zavetnik Evrope
Svetega Benedikta, začetnika zahodnega meništva, je papež Pavel VI. 24. oktobra 1964 razglasil za prvega zavetnika Evrope, ker je »s križem, knjigo in plugom prinesel krščanski napredek narodom, razkropljenim od Sredozemskega morja do Skandinavije, od Irske do prostranih nižin Poljske.« Stari viri namreč postavljajo začetek Montecassina v leto 529: ta letnica ima tudi simboličen pomen; tega leta je namreč bizantinski cesar Justinijan dal zapreti zadnjo pogansko šolo v Atenah, Montecassino pa je postal novo žarišče krščanske kulture. 
Poljak Janez Pavel II., prvi slovanski papež, je leta 1980, ob 1500-letnici rojstva sv. Benedikta, dejal, da je bila Evropa na novo rojena ob propadu velikega rimskega imperija. »Ko se je porajala na njegovih kulturnih temeljih, je po zaslugi benediktinskega duha iz tistega izročila povzela in v dediščino evropske in vesoljne kulture utelesila vse tisto, kar bi se sicer izgubilo.« Redovna pravila, ki jih je sestavil sveti Benedikt in jih imenujejo »evangelij, presajen v resnično življenje«, je mogoče povzeti v treh besedah: »Ora et labora!« (Moli in delaj). Skladno povezovanje dela in molitve je ideal krščanskega prizadevanja za popolnost ali izpolnjevanje Božje volje.

### Ocena
- Z Vzhoda so presadili na Zahod meništvo Avguštin, Ambrož, Honorat, Kasijan in Ninijan; novo življenje in nove naloge pa jim je dal Benedikt. [16]
- Papež Gregor I. je potrdil redovna pravila svetega Benedikta; to je pomenilo novo obdobje v zgodovini redovniških ustanov; na teh osnovah je nastalo veliko novih samostanov, stari so bili prenovljeni, a vse je papež podredil nadzoru Svetega sedeža in budnosti krajevnih škofov. Iz teh samostanov so izplule ladje  z oznanjevalci, ki so med narode prinesli novo omiko.   [17]